# 잇도
잇도(Iddo, 히브리어: עִדּוֹ ʿĪddō, Jedo, 그리스어: Αδει, ΑδδΩ, Adei, Addō)는 성경의 예언자였다. 역대기에 따르면 그는 유다 왕국에서 솔로몬 왕과 그의 상속자 르호보암과 아비야 통치 기간에 살았다.

## 히브리어 성경
잇도에 대해서는 알려진 바가 거의 없지만, 역대기에는 솔로몬의 통치 사건과 이스라엘 왕 여로보암 1세에 관한 잇도의 예언이 글로 기록되었다고 나와 있다. 잇도가 작성했다고 주장되는 기록은 더 이상 존재하지 않는다. 그는 또한 르호보암 왕과 그의 아들 아비야 왕의 역사에 대해서도 언급하고 있다.